# Caribou (Maine)
Caribou is een plaats (city) in de Amerikaanse staat Maine, en valt bestuurlijk gezien onder Aroostook County.

## Demografie
Bij de volkstelling in 2000 werd het aantal inwoners vastgesteld op 8312.
In 2006 is het aantal inwoners door het United States Census Bureau geschat op 8283, een daling van 29 (-0,3%).

## Geografie
Volgens het United States Census Bureau beslaat de plaats een oppervlakte van
207,7 km², waarvan 205,4 km² land en 2,3 km² water. Caribou ligt op ongeveer 155 m boven zeeniveau.

## Plaatsen in de nabije omgeving
De onderstaande figuur toont nabijgelegen plaatsen in een straal van 36 km rond Caribou.

## Geboren
- Susan Collins (1952), senator voor Maine
- Jessica Meir (1977), astronaute